# Олександрівський трамвайний парк
Олександрівський трамвайний парк  — колишнє депо Київського трамвая, перший парк електричного трамвая. Обслуговував перші лінії електричного трамвая — від Царської до Олександрівської площі та від Царської площі до Микільських воріт.

## Історія
Депо було відкрите у червні 1892 року для першої лінії електричного трамвая міста, що пролягала від Царської (нині — Європейська) до Олександрівської (нині — Контрактова) площі.
1893 року Олександрівське депо перейшло на обслуговування ноновідкритої Печерської лінії — від Царської площі до Микільських воріт.
Складалося з дерев'яного павільйону на три оглядові канави та парової електростанції (будівля збереглася). У 1903–1904 роках дерев'яний павільйон було розібрано, натомість споруджено нову цегляну будівлю дизель-моторної електростанції, суміщеної із вагонним павільйоном.
Депо було закрите у 1909-10 роках, оскільки впродовж 1894-96 років було введено у дію або електрифіковано інші трамвайні парки.
У будівлі електростанції нині знаходиться управління КП «Київпастранс»

## Рухомий склад
У депо базувалися перші вагони електричного трамвая, виготовлені на заводі у Коломні (бортові номери 1-6, експлуатувалися з 1892 по 1909 рік) та деякі вагони моделі Herbrand (бортові номери 101–119, експлуатувалися з 1895 по 1909 рік).